# Olios fasciiventris
Olios fasciiventris là một loài nhện trong họ Sparassidae.
Loài này thuộc chi Olios. Olios fasciiventris được Eugène Simon miêu tả năm 1880.